# Chirolophis saitone
Chirolophis saitone är en fiskart som först beskrevs av Jordan och John Otterbein Snyder 1902.  Chirolophis saitone ingår i släktet Chirolophis och familjen taggryggade fiskar. Inga underarter finns listade i Catalogue of Life.